# Hospital Neuropsiquiátrico Braulio Aurelio Moyano

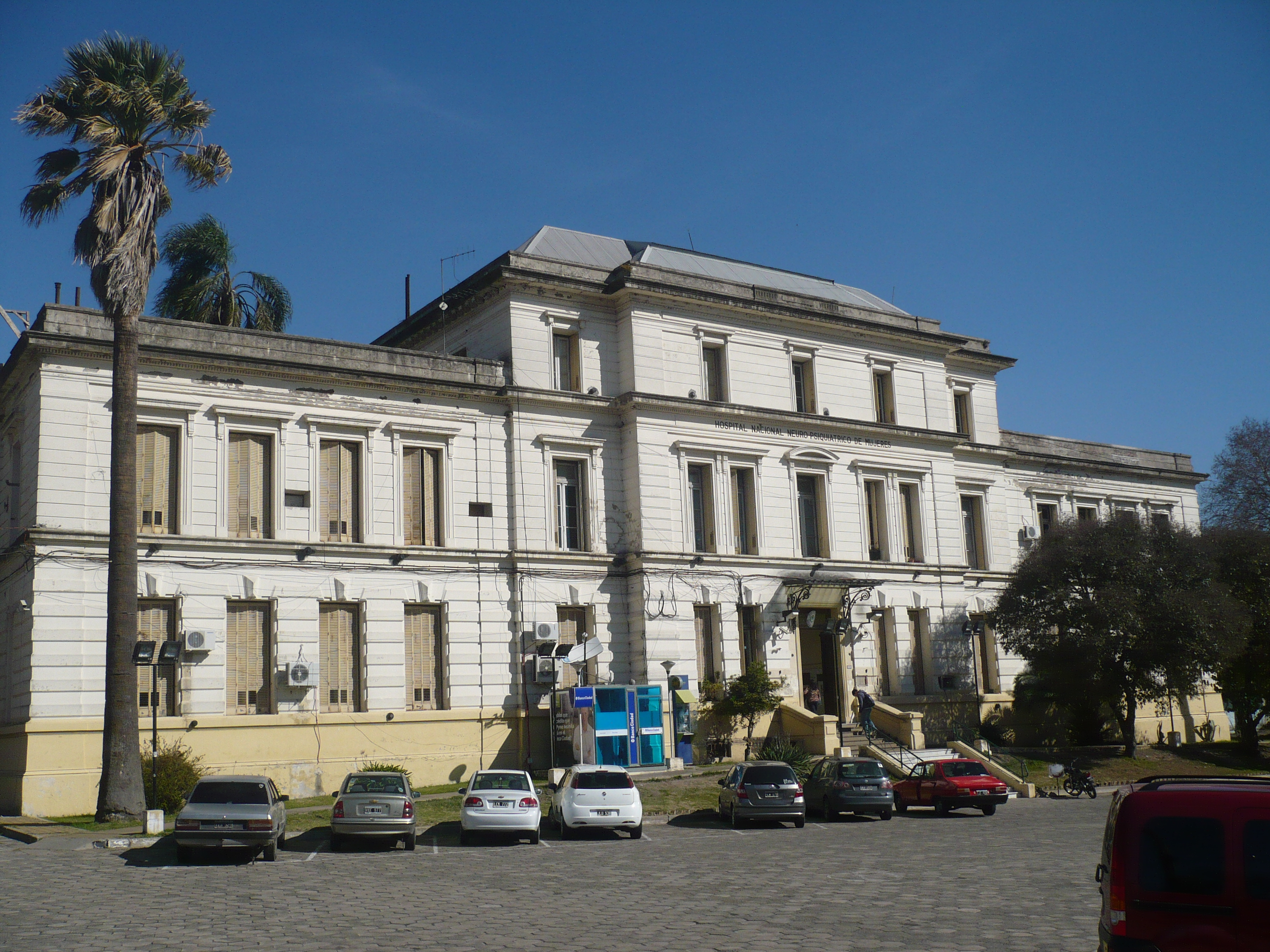
Entrada principal del hospital Moyano

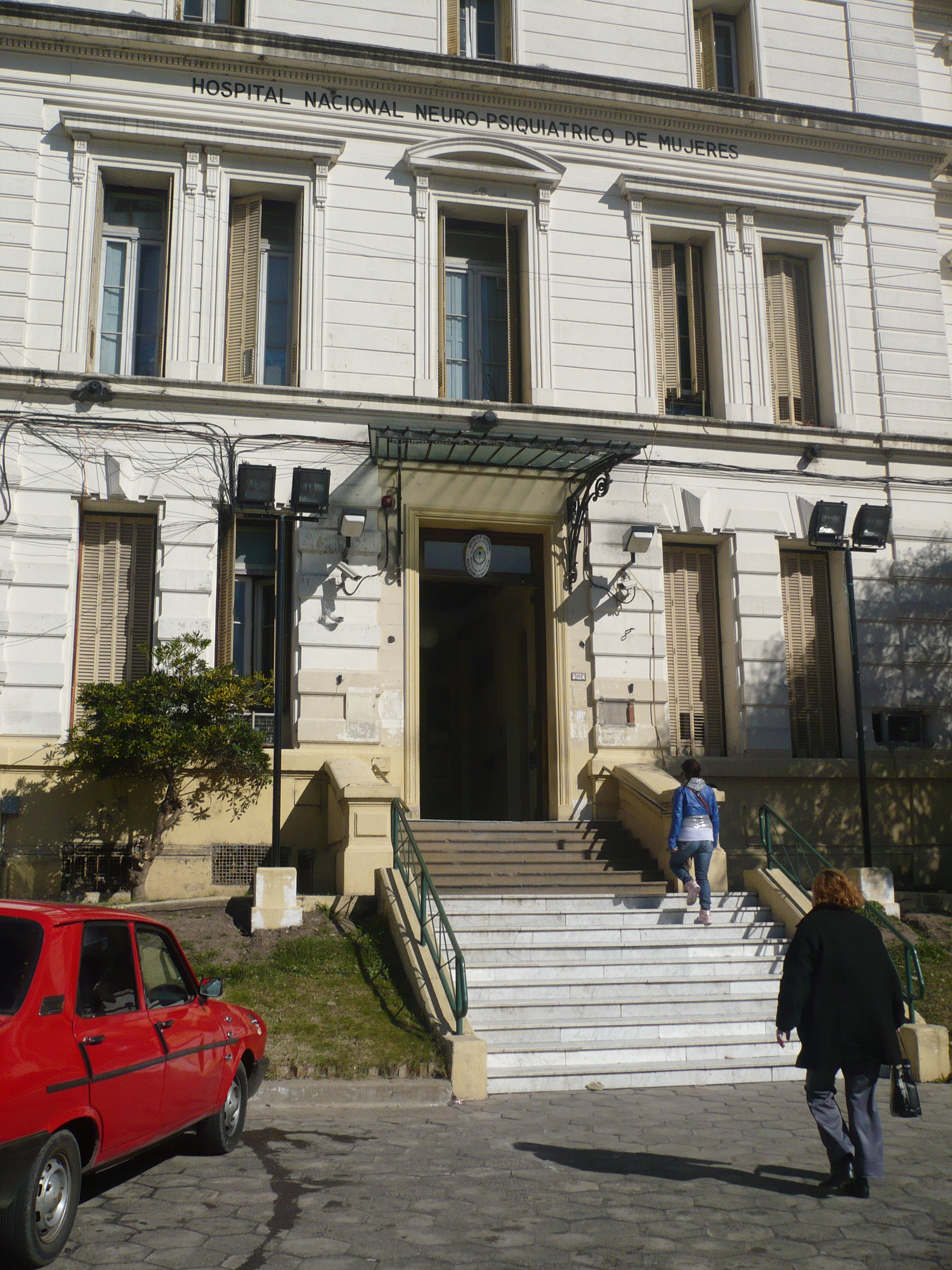
Puerta delantera del hospital Moyano

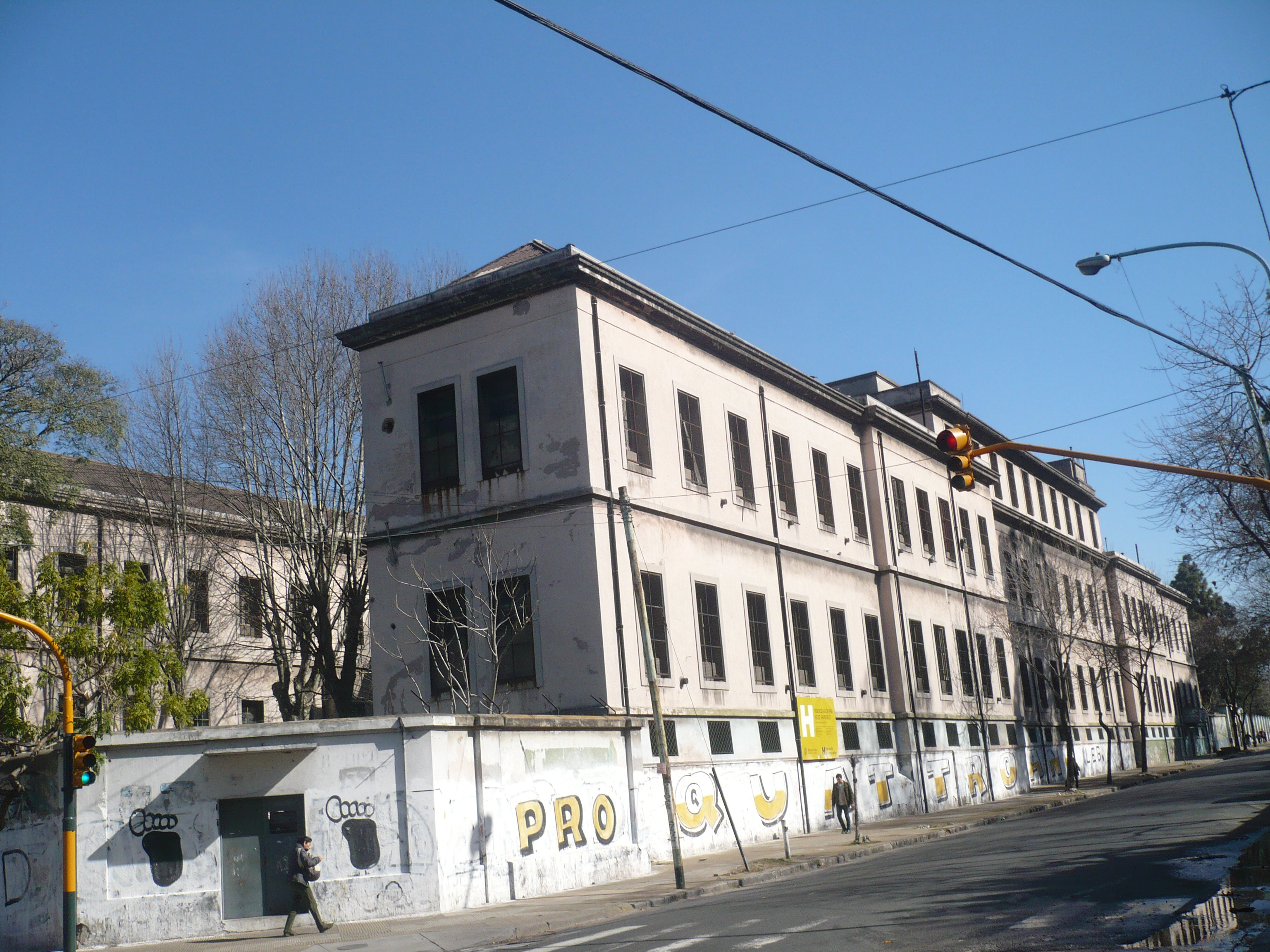
Vista lateral del edificio del hospital Moyano

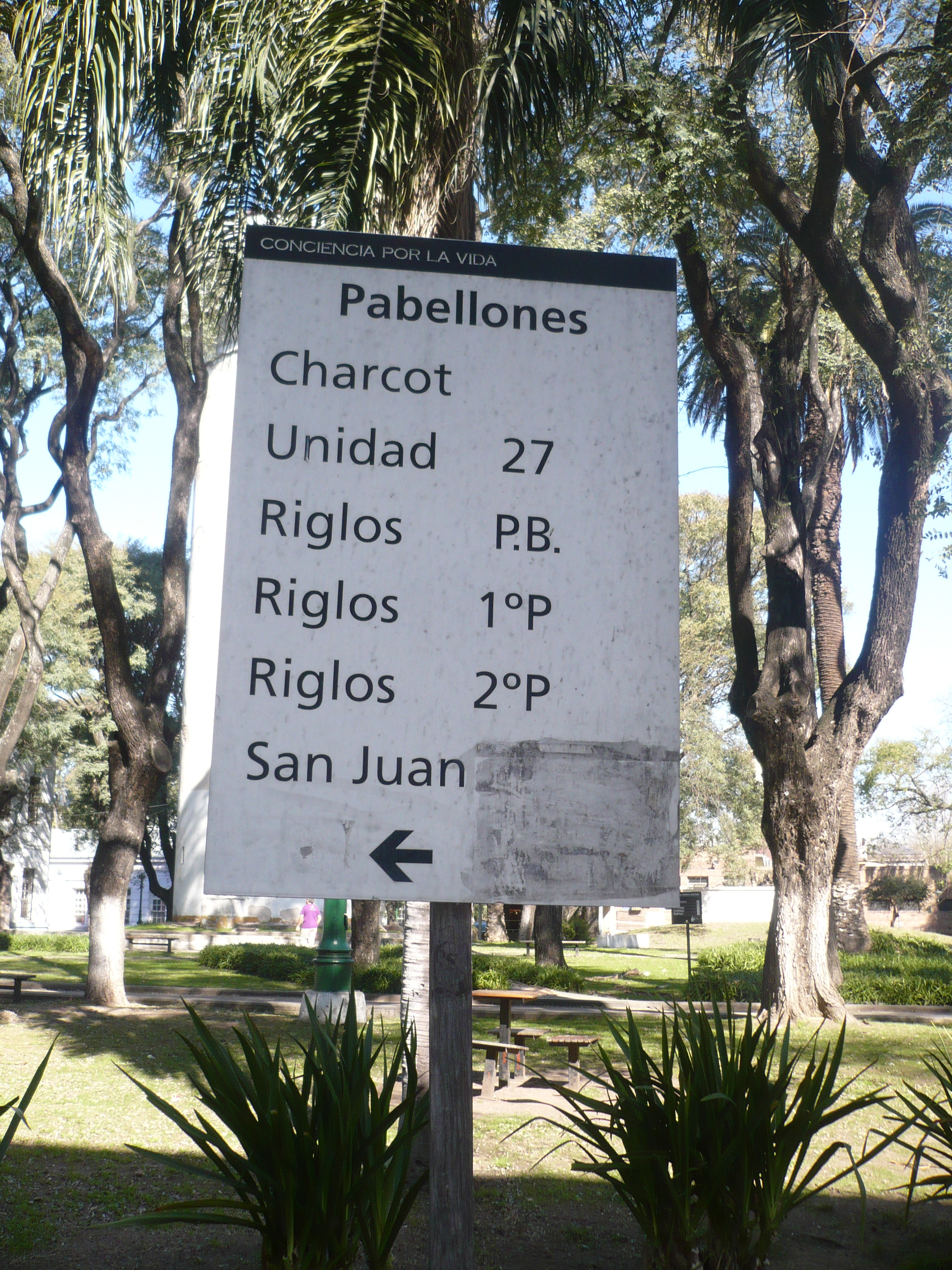
Dentro del hospital, señalización hacia algunos de los pabellones

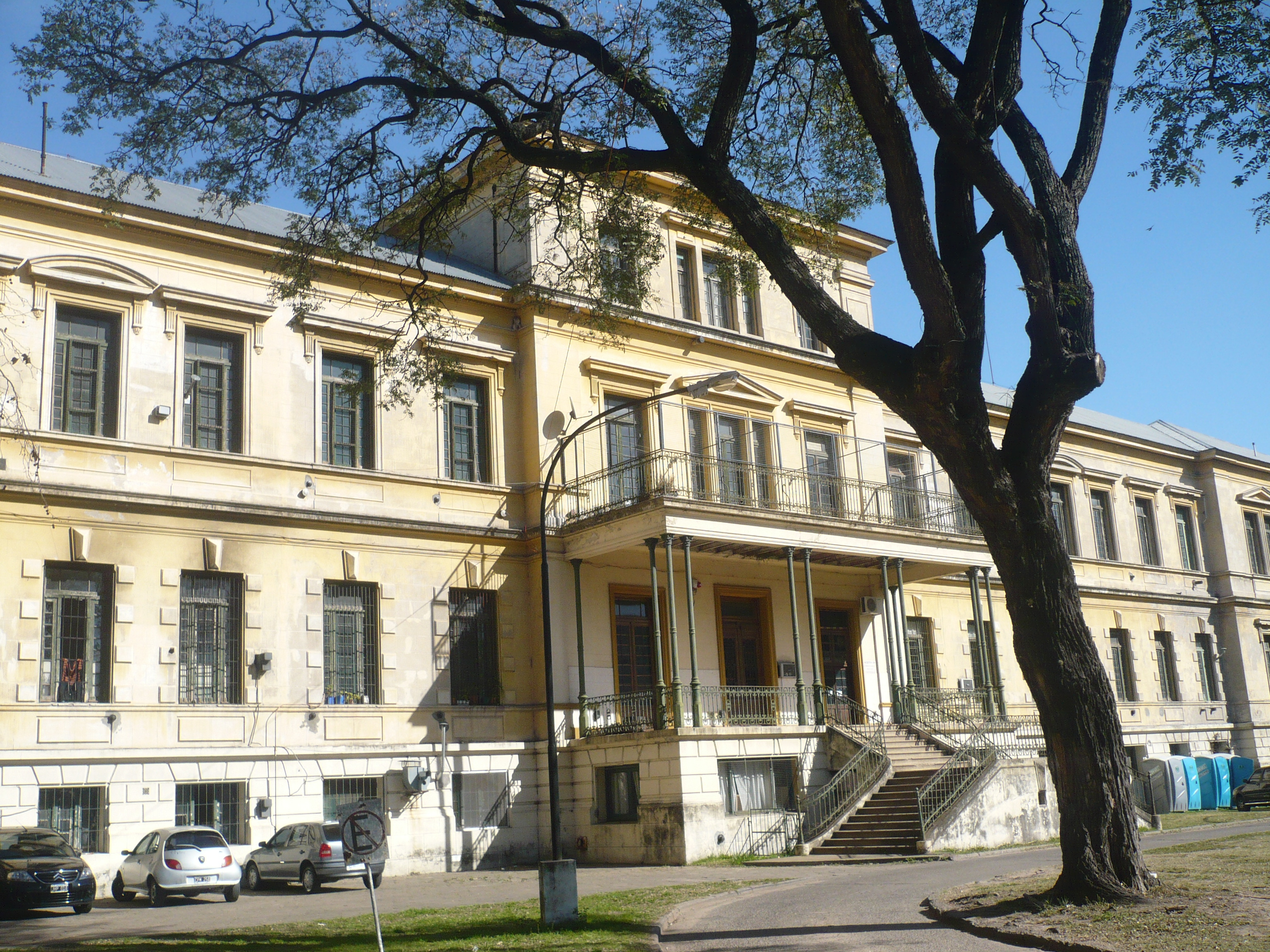
Edificio dentro del hospital Moyano

El Hospital Braulio Aurelio Moyano es un hospital neuropsiquiátrico de la Ciudad de Buenos Aires, Argentina, dedicado en exclusividad a la atención de mujeres. Junto con el Hospital Borda es la sede central de la escuela neurobiológica argentino-germana fundada por el psiquiatra alemán Christofredo Jakob. Queda en la calle Brandsen 2570, en el barrio de Barracas. Ocupa extensión de 17 hectáreas. Posee casi 1500 camas y 37 servicios asistenciales.
Es la cabecera del Área Programática de Atención Comunitaria en Salud Mental que abarca la zona sur de la Ciudad Autónoma de Buenos Aires. Este hospital presta servicios a la población adulta femenina y es uno de los dos únicos hospitales psiquiátricos de Buenos Aires que cuenta con un quirófano, siendo el otro el hospital Borda.

## Historia
Antes de 1854, las mujeres con problemas psiquiátricos eran recluidas en la Cárcel de Mujeres.  
Tomasa Vélez Sarsfield inspectora del Hospital General de Mujeres y vocal de la Sociedad Porteña de Beneficencia, elevó un informe que generó que la Sociedad de Beneficencia, formada por las damas porteñas de la alta sociedad, le propusiera al gobierno nacional la creación de un hospital específico para las mujeres con trastornos mentales.
En 1854 el gobierno nacional creó el Hospital Nacional de Alienadas.
Fue el primer nosocomio de Buenos Aires dedicado exclusivamente a la asistencia de pacientes mentales del sexo femenino.
Se proyectó tomando como modelo a los hospitales franceses de la época. Primero se inauguró en forma provisoria  en marzo de 1854 un pabellón  que se conoció como «el patio de los dementes».
A partir del año 1860 la Sociedad de Beneficencia se ocupó del cuidado de las pacientes internadas allí.
El principal problema era la sobrepoblación y al hacinamiento.
A fines de ese siglo estarían listos los grandes pabellones que aun hoy continúan en pie.
Años más tarde tomaría el nombre del doctor Braulio Aurelio Moyano.

## Servicios
El hospital atiende exclusivamente pacientes del sexo femenino y recibe más de cien mil consultas al año. Cuenta con una gran variedad de servicios:
- -Consultorios Externos.
- - Hospital de Día.
- - Hospital de Noche.
- - Servicio de Guardia.
- - Servicio de Admisión (Agudos).
- - Servicio de Emergencia (Agudos).
- - Terapia a Corto Plazo (Sub-agudos).
- - Terapia Intermedia (Sub-agudos).
- - Servicio de internación de crónicos (son 17 en total):
- - Pabellones Bosch I y II.
- - Pabellones Tomasa Vélez Sarsfield I, II y III.
- - Pabellón Esquirol.
- - Pabellón Santa Isabel.
- - Pabellón San Juan.
- - Pabellón Santa María.
- - Pabellón Santa Rosa.
- - Pabellones Pinel A y B.
- - Pabellón Griessinger.
- - Pabellón Charcot.
- - Pabellones Riglos I y II.
- - Pabellón Gerontopsiquiatría.
- - Rehabilitación:
- - Talleres Protegidos Intrahospitalarios.
- - Talleres Protegidos Extrahospitalarios.
- - Sector Clínico-Quirúrgico:
- - Servicio de Medicina Interna.
- - Servicio de Oftalmología.
- - Servicio Otorrinolaringología.
- - Servicio de Cirugía General.
- - Servicio de Endocrinología.
- - Servicio de Ginecología y Obstetricia.
- - Servicio de Odontología.
- - Servicio de Neurología.
- - Servicios Auxiliares de Diagnóstico.
- - Laboratorio de Análisis Clínicos.
- - Equipo de Electroencefalografía.
- - Servicio de Radiología
- - Servicio de Diagnóstico por Imágenes (TAC, RMN, y Mapeo Cerebral) adscrito al Hospital Udaondo.
- - Aulas para reuniones científicas, cursos, seminarios, ateneos y clases.

## Dotación
El hospital Moyano posee 24 camas para los servicios de guardia y admisión, 14 camas para el servicio de emergencia, 30 camas para terapias de corto plazo, 1.243 camas para terapias de mediano y largo plazo, 16 camas de ginecología, 6 camas de cirugía, 25 camas de gerontopsiquiatría, 18 camas de clínica médica y 4 camas de neurología.

## Atención
Los profesionales son, en su gran mayoría, Enfermeros.
Es el hospital dedicado a la salud mental de la ciudad de Buenos Aires con la menor dotación de profesionales psicólogos. El servicio de residencia médica en psiquiatría fue iniciado en 1968 por Jorge García Badaracco.
Si los ingresos a los servicios de internación, según establece la ley Nº448 de salud mental de la Ciudad de Buenos Aires, se clasifican en voluntarios, involuntarios o por orden judicial, en este hospital predomina la internación por orden judicial. 
Los egresos se producen por altas médicas, fugas, traslados, fallecimientos, altas judiciales, o altas a prueba. 
El hospital cuenta con Talleres Protegidos en los que las pacientes son capacitadas para el trabajo. Cuenta con un taller de fabricación de bolsas de polietileno y un taller de costura industrial.
El Club Bonanza cuenta con talleres expresivos de teatro, yoga, dibujo, pintura, literatura, títeres, murga, actividades pre-deportivas, presentación de espectáculos y salidas recreativas.
Entre las principales dificultades se encuentran las internaciones prolongadas, la escasa actividad de rehabilitación, una estructura edilicia deteriorada por falta de mantenimiento, el hacinamiento y algunas dificultades en la tercerización de algunos servicios, como por ejemplo la alimentación.
En 1999 hubo denuncias por la muerte de 15 pacientes por falta de atención médica. En 2005 hubo denuncias por una supuesta red de prostitución que habría funcionado en el hospital y por la utilización en los pacientes de medicamentos no aprobados, que hizo que el hospital fuera intervenido durante mucho tiempo. En 2012 fueron investigados abusos y muertes de pacientes por falta de atención.